# Calcio ai XVIII Giochi asiatici - Torneo maschile
Il torneo maschile di calcio ai XVIII Giochi asiatici si è svolto dal 10 agosto al 1º settembre 2018 in Indonesia.

## Squadre
| Girone A                                  | Girone B                               | Girone C                                 | Girone D                        | Girone E                                    | Girone F                                    |
| ----------------------------------------- | -------------------------------------- | ---------------------------------------- | ------------------------------- | ------------------------------------------- | ------------------------------------------- |
| Indonesia Palestina Hong Kong Laos Taiwan | Uzbekistan Bangladesh Thailandia Qatar | Cina Siria Emirati Arabi Uniti Timor Est | Vietnam Giappone Pakistan Nepal | Malaysia Corea del Sud Bahrein Kirghizistan | Iran Corea del Nord Arabia Saudita Birmania |

### Girone A
| Squadra   | P.ti | G | V | P | S | RF | RS | DR  |
| --------- | ---- | - | - | - | - | -- | -- | --- |
| Indonesia | 9    | 4 | 3 | 0 | 1 | 11 | 3  | +8  |
| Palestina | 8    | 4 | 2 | 2 | 0 | 5  | 3  | +2  |
| Hong Kong | 7    | 4 | 2 | 1 | 1 | 9  | 5  | +4  |
| Laos      | 3    | 4 | 1 | 0 | 3 | 4  | 8  | -4  |
| Taiwan    | 1    | 4 | 0 | 1 | 3 | 0  | 10 | -10 |

#### Risultati
| Arbitro: | Timur Faizullin |

|                   |           |                                                |
| Kongmathilath 62’ | Marcatori | 20’ Chin Lung 40’ Chun Lok 86’ (aut.) Lounlasy |

| Bekasi 10 agosto 2018, ore 19:00 | Palestina    | 0 – 0 referto | Taiwan | Patriot Stadium\| Arbitro: \| Kim Dae-yong \| |
| Arbitro:                         | Kim Dae-yong |               |        |                                               |

| Arbitro: | Bijan Heidari |

|                          |           |                |
| Qumbor 83’ Bahdari 90+5’ | Marcatori | 14’ Khochalern |

| Arbitro: | Ammar Mahfoodh |

|  |           |                                                 |
|  | Marcatori | 67’, 76’ Lilipaly 71’ Goncalves 90+3’ Hargianto |

| Arbitro: | Suhaizi Shukri |

|                                        |           |  |
| Chun Lok 5’, 37’ Tarrés Pàramo 9’, 41’ | Marcatori |  |

| Arbitro: | Nivon Robesh Gamini |

|          |           |                         |
| Jaya 23’ | Marcatori | 16’ Dabbagh 51’ Darwish |

| Arbitro: | Takuto Okabe |

|            |           |            |
| Ka Wai 57’ | Marcatori | 17’ Yousef |

| Arbitro: | Zaid Thamer Mohammed |

|  |           |                               |
|  | Marcatori | 14’, 47’ Goncalves 75’ Fajrin |

| Arbitro: | Aziz Asimov |

|                                       |           |              |
| Jaya 46’ Lilipaly 85’ Sjahbandi 90+4’ | Marcatori | 39’ Hok Ming |

| Arbitro: | Ali Shaban |

|  |           |                                      |
|  | Marcatori | 5’ Phommalivong 74’ (rig.) Bounmalay |

### Girone B
| Pos. | Squadra    | Pt | G | V | N | P | GF | GS | DR  |
| ---- | ---------- | -- | - | - | - | - | -- | -- | --- |
| 1.   | Uzbekistan | 9  | 3 | 3 | 0 | 0 | 10 | 0  | +10 |
| 2.   | Bangladesh | 4  | 3 | 1 | 1 | 1 | 2  | 4  | -2  |
| 3.   | Thailandia | 2  | 3 | 0 | 2 | 1 | 2  | 3  | -1  |
| 4.   | Qatar      | 1  | 3 | 0 | 1 | 2 | 1  | 8  | -7  |

#### Risultati
| Arbitro: | Ali Shaban |

|                                        |           |  |
| Urinboev 23’ Khamdanov 57’ Alibaev 66’ | Marcatori |  |

| Arbitro: | Yu Ming-hsun |

|              |           |            |
| Jaided 90+2’ | Marcatori | 6’ Shehata |

| Arbitro: | Ali Reda |

|                  |           |            |
| Rahman Sufil 52’ | Marcatori | 80’ Jaided |

| Arbitro: | Kim Dae-yong |

|  |           |                                                                                          |
|  | Marcatori | 37’ Urinboev 43’ Alibaev 47’ Khamdanov 49’ Sidikov 54’ (rig.) Masharipov 74’ Abdixolikov |

| Arbitro: | Jansen Foo Chuan Hui |

|              |           |  |
| Bhuyam 90+3’ | Marcatori |  |

| Arbitro: | Bijan Heidari |

|  |           |                |
|  | Marcatori | 90+2’ Urinboev |

### Girone C
| Pos. | Squadra             | Pt | G | V | N | P | GF | GS | DR  |
| ---- | ------------------- | -- | - | - | - | - | -- | -- | --- |
| 1.   | Cina                | 9  | 3 | 3 | 0 | 0 | 11 | 1  | +10 |
| 2.   | Siria               | 6  | 3 | 2 | 0 | 1 | 6  | 5  | +1  |
| 3.   | Emirati Arabi Uniti | 3  | 3 | 1 | 0 | 2 | 5  | 4  | +1  |
| 4.   | Timor Est           | 0  | 3 | 0 | 0 | 3 | 3  | 15 | -12 |

#### Risultati
| Arbitro: | Çarymyrat Kurbanow |

|                                                            |           |  |
| Yuning 4’ Yuan 20’ Zhunyi 27’, 47’ Shihao 33’ Junsheng 36’ | Marcatori |  |

| Arbitro: | Aziz Asimov |

|  |           |                       |
|  | Marcatori | 53’ Al Rahman Barakat |

| Arbitro: | Nasrullo Kabirov |

|          |           |                                        |
| Gama 87’ | Marcatori | 2’ Suroor 10’ Sultan 19’, 61’ Al-Ameri |

| Arbitro: | Shaun Evans |

|  |           |                                    |
|  | Marcatori | 40’ Shihao 45+2’ Yuning 66’ Binbin |

| Arbitro: | Zaid Thamer Mohammed |

|                     |           |                                             |
| Gama 15’ Garcia 85’ | Marcatori | 33’ Hannan 42’, 54’, 90+1’ Shalha 50’ Koaeh |

| Arbitro: | Timur Faizullin |

|             |           |                         |
| Khalfan 32’ | Marcatori | 38’ Shihao 71’ Junsheng |

### Girone D
| Pos. | Squadra  | Pt | G | V | N | P | GF | GS | DR |
| ---- | -------- | -- | - | - | - | - | -- | -- | -- |
| 1.   | Vietnam  | 9  | 3 | 3 | 0 | 0 | 6  | 0  | +6 |
| 2.   | Giappone | 6  | 3 | 2 | 0 | 1 | 5  | 1  | +4 |
| 3.   | Pakistan | 3  | 3 | 1 | 0 | 2 | 2  | 8  | -6 |
| 4.   | Nepal    | 0  | 3 | 0 | 0 | 3 | 1  | 5  | -4 |

#### Risultati
| Arbitro: | Ahmad Yacoub Ibrahim |

|                                             |           |  |
| Quang Hai 21’ Van Quyet 41’ Cong Phuong 72’ | Marcatori |  |

| Arbitro: | Sultan Al-Marzooqi |

|           |           |  |
| Mitoma 7’ | Marcatori |  |

| Arbitro: | Ammar Mahfoodh |

|  |           |                                     |
|  | Marcatori | 2’, 35’ Iwasaki 9’ Hatate 10’ Maeda |

| Arbitro: | Zhang Lei |

|  |           |                         |
|  | Marcatori | 31’ Anh Duc 86’ Van Buc |

| Arbitro: | Baraa Aisha |

|                              |           |                   |
| Bilal 54’ Hussain 72’ (rig.) | Marcatori | Younas 12’ (aut.) |

| Arbitro: | Lau Fong Hei |

|  |           |              |
|  | Marcatori | 3’ Quang Hai |

### Girone E
| Pos. | Squadra       | Pt | G | V | N | P | GF | GS | DR |
| ---- | ------------- | -- | - | - | - | - | -- | -- | -- |
| 1.   | Malaysia      | 6  | 3 | 2 | 0 | 1 | 7  | 5  | +2 |
| 2.   | Corea del Sud | 6  | 3 | 2 | 0 | 1 | 8  | 2  | +6 |
| 3.   | Bahrein       | 4  | 3 | 1 | 1 | 1 | 5  | 10 | -5 |
| 4.   | Kirghizistan  | 1  | 3 | 0 | 1 | 2 | 3  | 6  | -3 |

#### Risultati
| Arbitro: | Lau Fong Hei |

|                |           |                                       |
| Batyrkanov 55’ | Marcatori | 38’ (rig.) Rasid 60’ Rashid 78’ Ahmad |

| Arbitro: | Takuto Okabe |

|                                                           |           |  |
| Ui-jo 17’, 36’, 43’ Jin-ya 23’ Sang-ho 41’ Hee-chan 90+3’ | Marcatori |  |

| Arbitro: | Nivon Robesh Gamini |

|                               |           |                                  |
| Marhoon 20’ Saleh Sanad 90+4’ | Marcatori | 59’ Abdurakhmanov 82’ Batyrkanov |

| Arbitro: | Mohammed Al-Hoish |

|                 |           |           |
| Rasid 5’, 45+1’ | Marcatori | 87’ Ui-jo |

| Arbitro: | Masoud Tufaylieh |

|               |           |  |
| Heung-min 63’ | Marcatori |  |

| Arbitro: | Yu Ming-hsun |

|                        |           |                                   |
| Safari 20’ Rasid 90+3’ | Marcatori | 33’, 89’ Al-Hardan 37’ Al-Shamsan |

### Girone F
| Pos. | Squadra        | Pt | G | V | N | P | GF | GS | DR |
| ---- | -------------- | -- | - | - | - | - | -- | -- | -- |
| 1.   | Iran           | 4  | 3 | 1 | 1 | 1 | 3  | 2  | +1 |
| 2.   | Corea del Nord | 4  | 3 | 1 | 1 | 1 | 4  | 4  | 0  |
| 3.   | Arabia Saudita | 4  | 3 | 1 | 1 | 1 | 3  | 3  | 0  |
| 4.   | Birmania       | 4  | 3 | 1 | 1 | 1 | 3  | 4  | -1 |

#### Risultati
| Cikarang 15 agosto 2018, ore 16:00 | Arabia Saudita       | 0 – 0 referto | Iran | Wibawa Mukti Stadium\| Arbitro: \| Jansen Foo Chuan Hui \| |
| Arbitro:                           | Jansen Foo Chuan Hui |               |      |                                                            |

| Arbitro: | Masoud Tufaylieh |

|              |           |                |
| Kuk-chol 60’ | Marcatori | 44’ Maung Lwin |

| Arbitro: | Mahmood Al-Majarafi |

|                                              |           |  |
| Roustaei 27’ Ghayedi 68’ Aghasi 90+3’ (rig.) | Marcatori |  |

| Arbitro: | Çarymyrat Kurbanow |

|  |           |                                             |
|  | Marcatori | 15’ (rig.) 59’ (rig.) Ghareeb 89’ Al-Banaqi |

| Arbitro: | Suhaizi Shukri |

|  |           |                           |
|  | Marcatori | 56’ Moe Aung 68’ Phyo Wai |

| Arbitro: | Nasrullo Kabirov |

|                             |           |  |
| Yong-il 2’ Yu-song 25’, 51’ | Marcatori |  |

## Fase ad eliminazione diretta

### Tabellone
|  | Ottavi di finale    | Ottavi di finale    |                     |       | Quarti di finale          | Quarti di finale          |                     |                     | Semifinali | Semifinali |  |  | Finale | Finale |
|  |                     |                     |                     |       |                           |                           |                     |                     |            |            |  |  |        |        |
|  | 23 agosto - 16:00   |                     |                     |       |                           |                           |                     |                     |            |            |  |  |        |        |
|  |                     |                     |                     |       |                           |                           |                     |                     |            |            |  |  |        |        |
|  | Palestina           | 0                   |                     |       |                           |                           |                     |                     |            |            |  |  |        |        |
|  | Palestina           | 0                   | 27 agosto - 19:30   |       |                           |                           |                     |                     |            |            |  |  |        |        |
|  | Siria               | 1                   |                     |       |                           |                           |                     |                     |            |            |  |  |        |        |
|  | Siria               | 1                   | Siria               | 0     |                           |                           |                     |                     |            |            |  |  |        |        |
|  | 23 agosto - 19:30   |                     | Siria               | 0     |                           |                           |                     |                     |            |            |  |  |        |        |
|  |                     | Vietnam             | 1                   |       |                           |                           |                     |                     |            |            |  |  |        |        |
|  | Vietnam             | Vietnam             | 1                   | 1     |                           |                           |                     |                     |            |            |  |  |        |        |
|  | Vietnam             |                     | 29 agosto - 16:00   | 1     |                           |                           |                     |                     |            |            |  |  |        |        |
|  | Bahrein             | 0                   |                     |       |                           |                           |                     |                     |            |            |  |  |        |        |
|  | Bahrein             | 0                   | Vietnam             | 4     |                           |                           |                     |                     |            |            |  |  |        |        |
|  | 23 agosto - 16:00   |                     | Vietnam             | 4     |                           |                           |                     |                     |            |            |  |  |        |        |
|  |                     | Corea del Sud       | 5                   |       |                           |                           |                     |                     |            |            |  |  |        |        |
|  | Uzbekistan          | Corea del Sud       | 5                   | 3     |                           |                           |                     |                     |            |            |  |  |        |        |
|  | Uzbekistan          | 27 agosto - 16:00   |                     | 3     |                           |                           |                     |                     |            |            |  |  |        |        |
|  | Hong Kong           | 0                   |                     |       |                           |                           |                     |                     |            |            |  |  |        |        |
|  | Hong Kong           | 0                   | Uzbekistan          | 3     |                           |                           |                     |                     |            |            |  |  |        |        |
|  | 23 agosto - 19:30   |                     | Uzbekistan          | 3     |                           |                           |                     |                     |            |            |  |  |        |        |
|  |                     | Corea del Sud       | 4                   |       |                           |                           |                     |                     |            |            |  |  |        |        |
|  | Iran                | Corea del Sud       | 4                   | 0     |                           |                           |                     |                     |            |            |  |  |        |        |
|  | Iran                |                     | 1 settembre - 18:30 | 0     |                           |                           |                     |                     |            |            |  |  |        |        |
|  | Corea del Sud       | 2                   |                     |       |                           |                           |                     |                     |            |            |  |  |        |        |
|  | Corea del Sud       | 2                   | Corea del Sud       | 2     |                           |                           |                     |                     |            |            |  |  |        |        |
|  | 24 agosto - 16:00   |                     | Corea del Sud       | 2     |                           |                           |                     |                     |            |            |  |  |        |        |
|  |                     | Giappone            | 1                   |       |                           |                           |                     |                     |            |            |  |  |        |        |
|  | Cina                | Giappone            | 1                   | 3     |                           |                           |                     |                     |            |            |  |  |        |        |
|  | Cina                | 27 agosto - 16:00   |                     | 3     |                           |                           |                     |                     |            |            |  |  |        |        |
|  | Arabia Saudita      | 4                   |                     |       |                           |                           |                     |                     |            |            |  |  |        |        |
|  | Arabia Saudita      | 4                   | Arabia Saudita      | 1     |                           |                           |                     |                     |            |            |  |  |        |        |
|  | 24 agosto - 19:30   |                     | Arabia Saudita      | 1     |                           |                           |                     |                     |            |            |  |  |        |        |
|  |                     | Giappone            | 2                   |       |                           |                           |                     |                     |            |            |  |  |        |        |
|  | Malaysia            | Giappone            | 2                   | 0     |                           |                           |                     |                     |            |            |  |  |        |        |
|  | Malaysia            |                     | 29 agosto - 19:30   | 0     |                           |                           |                     |                     |            |            |  |  |        |        |
|  | Giappone            | 1                   |                     |       |                           |                           |                     |                     |            |            |  |  |        |        |
|  | Giappone            | 1                   | Giappone            | 1     |                           |                           |                     |                     |            |            |  |  |        |        |
|  | 24 agosto - 16:00   |                     | Giappone            | 1     |                           |                           |                     |                     |            |            |  |  |        |        |
|  |                     | Emirati Arabi Uniti | 0                   |       | Finale per il terzo posto | Finale per il terzo posto |                     |                     |            |            |  |  |        |        |
|  | Indonesia           | Emirati Arabi Uniti | 0                   | 2 (3) | Finale per il terzo posto | Finale per il terzo posto |                     |                     |            |            |  |  |        |        |
|  | Indonesia           | 27 agosto - 19:30   | 27 agosto - 19:30   | 2 (3) |                           |                           | 1 settembre - 15:00 | 1 settembre - 15:00 |            |            |  |  |        |        |
|  | Emirati Arabi Uniti | 27 agosto - 19:30   | 27 agosto - 19:30   | 2 (4) |                           |                           | 1 settembre - 15:00 | 1 settembre - 15:00 |            |            |  |  |        |        |
|  | Emirati Arabi Uniti | Emirati Arabi Uniti | 1 (5)               | 2 (4) | Vietnam                   | 1 (3)                     |                     |                     |            |            |  |  |        |        |
|  | 24 agosto - 19:30   | Emirati Arabi Uniti | 1 (5)               |       | Vietnam                   | 1 (3)                     |                     |                     |            |            |  |  |        |        |
|  |                     | Corea del Nord      | 1 (3)               |       | Emirati Arabi Uniti       | 1 (4)                     |                     |                     |            |            |  |  |        |        |
|  | Bangladesh          | Corea del Nord      | 1 (3)               | 1     | Emirati Arabi Uniti       | 1 (4)                     |                     |                     |            |            |  |  |        |        |
|  | Bangladesh          |                     |                     | 1     |                           |                           |                     |                     |            |            |  |  |        |        |
|  | Corea del Nord      | 3                   |                     |       |                           |                           |                     |                     |            |            |  |  |        |        |
|  | Corea del Nord      | 3                   |                     |       |                           |                           |                     |                     |            |            |  |  |        |        |

#### Ottavi di finale
| Arbitro: | Ali Shaban |

|  |           |            |
|  | Marcatori | 73’ Ashkar |

| Arbitro: | Sultan Al-Marzooqi |

|                                      |           |  |
| Alibaev 27’ Sidikov 60’ Urinboev 65’ | Marcatori |  |

| Arbitro: | Zhang Lei |

|  |           |                                |
|  | Marcatori | 45’ Long Giang 88’ Cong Phuong |

| Arbitro: | Ahmad Yacoub Ibrahim |

|  |           |                         |
|  | Marcatori | 40’ Ui-jo 55’ Seung-woo |

| Arbitro: | Kim Dae-yong |

|                                       |           |                                     |
| Junsheng 80’ Zichang 88’ Shihao 90+5’ | Marcatori | 16’, 33’, 60’ Camara 29’ Al-Selouli |

| Arbitro: | Shaun Evans |

|                                              |                      |                                       |
| Goncalves 52’ Lilipaly 90+5’                 | Marcatori            | 20’ (rig.) 65’ (rig.) Al-Ameri        |
| Lilipaly Maulana Goncalves Ramdani Hargianto | Tiri di rigore 3 – 4 | Al-Attas Al-Ameri Ibrahim Ghanem Oman |

| Arbitro: | Bijan Heidari |

|  |           |                 |
|  | Marcatori | 90’ (rig.) Ueda |

| Arbitro: | Ammar Mahfoodh |

|                  |           |                                               |
| Saad Uddin 90+1’ | Marcatori | 14’ (rig.) Yu-song 38’ Yong-thae 68’ Kuk-chol |

#### Quarti di finale
| Arbitro: | Mohammed Al-Hoish |

|                                 |           |                                         |
| Masharipov 17’ Alibaev 53’, 55’ | Marcatori | 4’, 34’, 75’ Ui-jo 118’ (rig.) Hee-chan |

| Arbitro: | Timur Faizullin |

|                    |           |                  |
| Tatsuta 39’ (aut.) | Marcatori | 31’, 73’ Iwasaki |

| Arbitro: | Bijan Heidari |

|  |           |               |
|  | Marcatori | 108’ Van Toàn |

| Arbitro: | Aziz Asimov |

|                                         |                      |                                    |
| Al-Yahyaee 67’                          | Marcatori            | 63’ Yu-song                        |
| Al-Attas Al-Ameri Ibrahim Omar Mohammed | Tiri di rigore 5 – 3 | Yu-song Kuk-chol Un-chol Jong-hyok |

#### Semifinali
| Arbitro: | Masoud Tufaylieh |

|                |           |                             |
| Minh Vuong 70’ | Marcatori | 7’, 55’ Seung-woo 28’ Ui-jo |

| Arbitro: | Yu Ming-hsun |

|          |           |  |
| Ueda 78’ | Marcatori |  |

#### Finale 3º- 4º posto
| Arbitro: | Kim Dae-yong |

|                                              |                      |                                  |
| Nguyen 27’                                   | Marcatori            | 17’ Al-Attas                     |
| Thanh Quang Hài Duc Chinh Van Duc Minh Vuong | Tiri di rigore 3 – 4 | Al-Attas Al-Ameri Ibrahim Suroor |

#### Finale 1º- 2º posto
| Arbitro: | Aziz Asimov |

|                             |           |           |
| Seung-woo 93’ Hee-chan 101’ | Marcatori | 115’ Ueda |

## Podi
| Evento   | Oro | Argento | Bronzo |
| Maschile | Corea del Sud Bum-keun Hyeon-woo Hyun-soo Min-Jae Jin-ya Tae-wook Moon-hwan Lee Si-young Jin-Hyun In-beom Yu-min Yun-ho Seung-mo Geon-ung Jung-min Heung-Min Hee-chan Sang-ho Ui-jo Seung-woo | Giappone Kojima Obinna Okazaki Itakura Sugioka Hara Ominami Tatsuta Naganuma Hatsuse Mitoma Miyoshi Endo Iwasaki Matsumoto Watanabe Kamiya Hatate Ueda Maeda | Emirati Arabi Uniti Al-Mantheri Al-Noubi Rashed Sultan Khaled Suroor Al-Attas Yaqoub Ibrahim Ali Eid Al-Ameri Ghanem Al-Attas Omar Al-Shamsi Al-Jasmi Khalfan Suroor Al-Ameri Mohammed |